# Ильсто
Ильсто или Льсто — озеро в муниципальном образовании «Пореченское» Бежаницкого района Псковской области. Расположено на Бежаницкой возвышенности.
Площадь — 1,1 км² (113,5 га). Максимальная глубина — 5,0 м, средняя глубина — 2,6 м.
Проточное. Из озера начинает исток река Льста — приток Сороти, которая, в свою очередь, впадает в реку Великую.
На южном побережье озера расположены деревни Демидова Гора и Демидов Бор.
Тип озера лещово-плотвичный с уклеей. Массовые виды рыб: лещ, плотва, окунь, щука, ерш, густера, красноперка, уклея, язь, золотой карась, линь, налим, бычок-подкаменщик, голавль, пескарь, вьюн, щиповка, широкопалый рак (низкопродуктивное).
Для озера характерны: в литорали — песок, заиленный песок, камни, в центре — ил, заиленный песок, в прибрежье — луга, огороды, леса, болото.